# Kinosternon vogti
Kinosternon vogti — вид черепах родини мулових черепах (Kinosternidae).

## Поширення
Ендемік Мексики. Поширений в штаті Халіско. Відомий лише з кількох створених людиною або уражених середовищ існування (невеликі струмки та ставки) навколо Пуерто-Вальярти.

## Опис
Дрібна черепаха, завдовжки до 10 см. Схожа на Kinosternon chimalhuaca. Відрізняється комбінацією пластронових та панцирних щитків, розміром тіла та характерним жовтим ростральним щитком у самців.